# Rolf Svensson
Tage Rolf Svensson (* 29. Juni 1935 in Södertälje) ist ein schwedischer Bogenschütze.

## Karriere
Svensson nahm an den Olympischen Spielen 1972 in München teil und beendete den Einzel-Wettkampf auf Rang 16. Vier Jahre später bei den Spielen in Montréal wurde er 11. 1980 in Moskau wurde er Zwanzigster.
Bei den Europameisterschaften 1972 wurde Svensson Europameister mit der schwedischen Mannschaft, der auch Olle Boström und Gunnar Jervill angehörten. 1976 wurde er mit der Mannschaft 2. (Wallner ersetzte Boström).